# 奉告
《奉告》（英語：Access）是香港電台電視部製作的電視節目，是時事資訊互動節目。

## 歷史
《奉告》於1979年6月啟播，節目安排於逢星期一至五傍晚播出，取代節目《觀點與角度》及另一時段的房屋資訊節目《廣廈千萬間》。為配合《五稜鏡》於1986年起啟播，《奉告》改於逢星期六至日傍晚播出。隨著香港社會的資訊逐漸流通，《奉告》的需求大為降低，因此於1996年停播。
主持方面，此節目於1980年代，主要由李慧怡或陳開心主持；及後，1990年代則改由劉玉英主持。

## 節目形式
《奉告》是一個互動形式的答客問節目，每集5分鐘。觀眾如有任何關於香港社會民生的問題和投訴，可以郵寄至香港電台（郵寄地址：九龍中央郵箱70200號）。問題會於節目中，由相關香港政府部門或公用事業機構的人士親自解答。每集節目均有一個特定主題，例如房屋問題及交通問題等。而在停播前，《奉告》亦曾用作重播香港電台戶外表演活動的精選片段。
此外，《奉告》也會發佈一些對香港社會民生重要的消息，例如巴士服務消息。
而澳門廣播電視股份有限公司節目《諮詢奉告》，就是模仿《奉告》形式而製的。